# 德良角

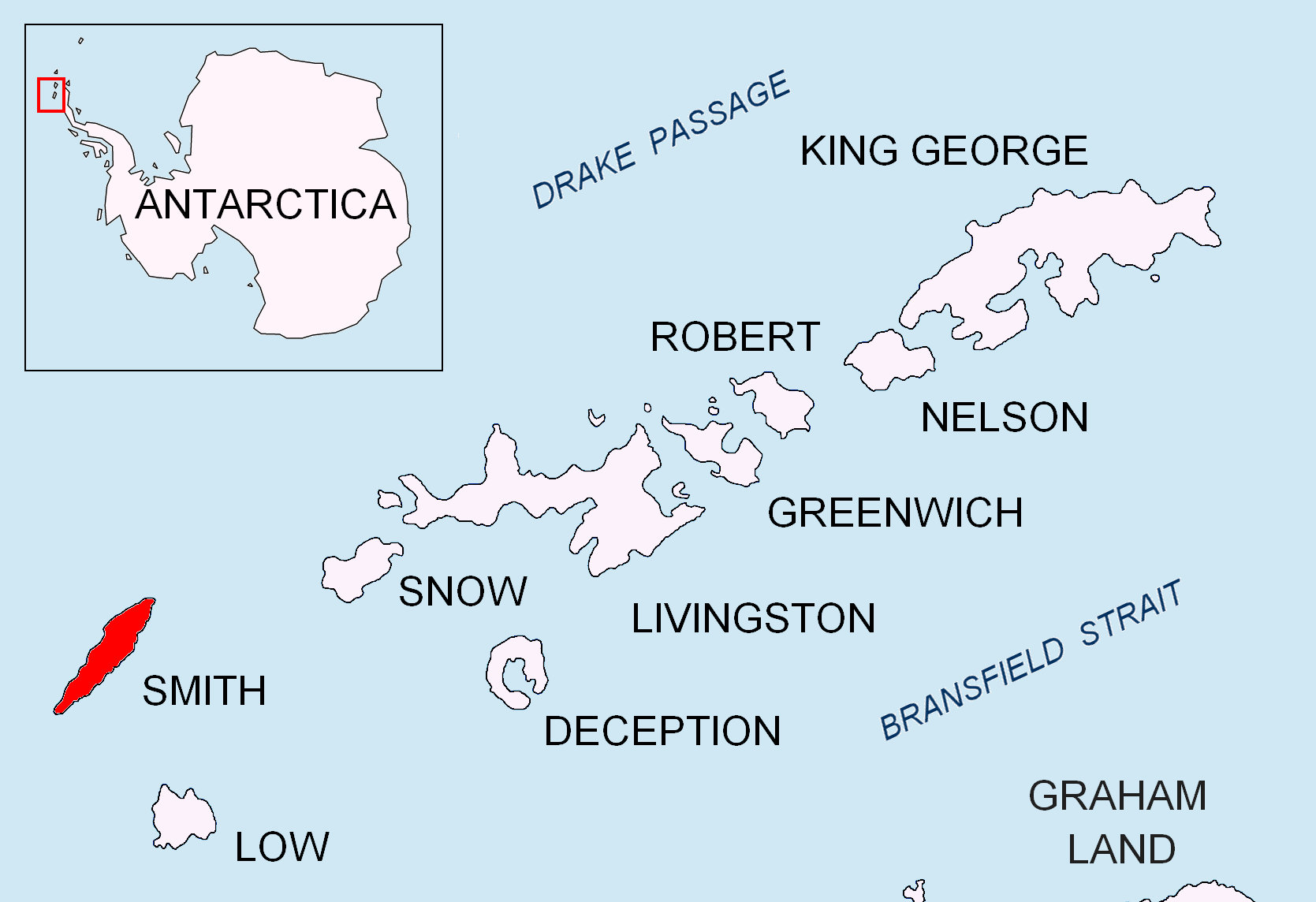

德良角（英語：Delyan Point）是南極洲的海岬，位於南設得蘭群島中史密斯島的西北岸，處於馬爾克利角東北面10.66公里、馬托奇納峰西北面1.4公里，現時由南極條約體系管理。

## 外部連結
- SCAR Composite Antarctic Gazetteer（页面存档备份，存于）
- Bulgarian Antarctic Gazetteer. （页面存档备份，存于） Antarctic Place-names Commission of Bulgaria.

62°52′49.8″S 62°22′49.5″W / 62.880500°S 62.380417°W